# اسنو لیک، منیتوبا
اسنو لیک، منیوبا (به انگلیسی: Snow Lake, Manitoba) یک شهرک در کانادا است که در منیوبا واقع شده‌است. اسنو لیک ۷۳۰ نفر جمعیت دارد و ۲۷۱ متر بالاتر از سطح دریا واقع شده‌است.